# Saint-Georges-de-Montaigu
Pour les articles homonymes, voir Saint-Georges, Saint Georges (homonymie) et Georges.
Saint-Georges-de-Montaigu est une ancienne commune française située dans le département de la Vendée en région Pays de la Loire. Depuis janvier 2019, elle fait partie de la nouvelle commune Montaigu-Vendée.

## Sports
Saint-Georges de Montaigu possède plusieurs clubs de sport, tels que du handball, du basket, du foot, du tennis.

## Géographie
Le territoire municipal de Saint-Georges-de-Montaigu s’étend sur 3 402 hectares. L’altitude moyenne de la commune est de 57 mètres, avec des niveaux fluctuant entre 27 et 79 mètres,.
Saint-Georges-de-Montaigu fait partie de la communauté de communes Communauté de communes Terres-de-Montaigu regroupant, outre Montaigu, les communes de la Bernardière, La Boissière-de-Montaigu, Boufféré, la Guyonnière et Saint-Hilaire-de-Loulay.
La commune de Saint-Georges-de-Montaigu est située au nord - nord-est du département de la Vendée dans la partie bocage de ce département, au confluent de deux rivières appelées les Maines. La petite Maine, au sud, et la grande Maine, au nord du bourg. Le bourg est allongé sur un plateau incliné vers le confluent des deux rivières. Sa plus grande hauteur est de 88 m ; l’église est à 33 m au-dessus du niveau de la mer ; le confluent n’est qu’à 25 m. Malgré ces faibles hauteurs, sa position dominant les deux rivières et les plaines qui les bordent en ont fait dès les premières occupations humaines un lieu de regroupement et d’habitat.
La commune est traversée sur toute sa longueur par la RN 137 (Saint-Malo à Bordeaux par Nantes et Chantonnay). Elle se trouve à 0 h 30 du centre de Nantes par l'autoroute A83 à laquelle Saint-Georges est rattachée par une bretelle d'accès direct et à 40 km du chef-lieu de département, La Roche-sur-Yon.
Les communes voisines sont Montaigu, chef-lieu de canton, La Guyonnière, Chavagnes-en-Paillers, La Boissière-de-Montaigu, Les Brouzils et Boufféré. Elle a à peu près la forme d’un losange. Elle couvre une superficie de 3 361 hectares  et avait 3 877 habitants en 2010.
Jusque dans les années 1950, Saint-Georges-de-Montaigu était un bourg essentiellement agricole. De nombreux villages de quelques dizaines d’habitants l’entouraient, reliés au bourg par de mauvais chemins ou par de petites voies communales. Il y avait même des fermes à l’intérieur du bourg. Dans le bourg même, un artisanat peu développé, uniquement nécessaire aux besoins des cultivateurs des villages environnants : un forgeron, un sabotier, un ou deux menuisiers, quelques maçons, deux boulangers, et quelques épiceries.

## Environnement
Saint-Georges-de-Montaigu possède trois fleurs au Concours des villes et villages fleuris (passage de deux à trois fleurs pour le palmarès 2007).

## Histoire

### Préhistoire
Peu d’informations sur les premiers hommes qui peuplèrent la commune durant la préhistoire. On sait qu’ils s’installèrent à la lisière des forêts et le long des cours d’eau. Pas de mégalithe non plus sur le territoire de Saint-Georges, pourtant on en trouve de nombreux en Vendée et en bas Poitou. 

### Protohistoire
L'ancien nom de Saint-Georges-de-Montaigu, Durivum (Durenum, Durenium ou Dureium) apparaît seulement vers le Xe-XIe siècle dans les textes médiévaux, notamment dans les Vitae de Saint-Martin-de-Vertou. À l'origine, la cité tire peut-être son nom du celtique Duron qui désigne d'abord "les portes" et qui aurait pu évoluer sémantiquement pour donner "marché clos, place, forum" avant de désigner "la ville close". Le nom Duron s'est transformé en Durum en latin, un mot qui apparait souvent dans les noms de lieux avec le sens de "marché" ou de "place" à la manière du forum. Puis Durum serait deviné Durivum par ajout de rivus (le ruisseau, le cours d'eau), en référence à la Petite et la Grande Maine. Au delà de cette hypothèse étymologique sur l'origine celtique du nom de la ville de Saint-Georges-de-Montaigu, peu de choses sont connus à propos de la ville à la période protohistorique, seule l'archéologie permet d'apporter des réponses lorsque des opérations sont prévues avant la réalisation d'aménagements dans la commune.   
L'éperon rocheux sur lequel est situé la commune, formé par la confluence des deux Maines, se prête particulièrement bien à une installation défensive. Une partie de cette dernière a été retrouvée en 1992 lors d'un diagnostic archéologique avant les travaux de viabilisation du lotissement communal « Les Cottages ». Outre les fragments de céramiques, un fossé remblayé par des blocs d’amphibolite, du bois calciné et de l'argile rubéfiée a été mis au jour. Ces matériaux appartenaient très probablement à un rempart permettant de fermer l'éperon entre la Petite et la Grande Maine.   
En 2020, au lieu-dit les Noëlles, un enclos fossoyé quadrangulaire avec partition interne daté de la Tène finale (environ 150 / 50 av. J.-C.) a été localisé lors d'un diagnostic archéologique. Sa fonction précise n'est pas connue.  

### Antiquité
C’est en l’an 57 av. J.-C. que Jules César arrive en Poitou. C’est peut-être à cette époque que le lieu surélevé situé entre les deux rivières prend le nom de Mansio Romana, avant de devenir plus tard Durivum ou Durinum durant l'époque romaine (voire peut-être à la période mérovingienne). Le site est considéré aujourd'hui comme une agglomération secondaire du territoire des Pictons dont le chef-lieu de cité est Lemonum (Poitiers). La cité s'étendait sur une quinzaine d'hectares et permettait le contrôle du franchissement de la Maine. Au centre de la ville était le forum (actuel champ de foire). Deux grandes voies romaines traversaient Durivum et se croisaient à l’endroit où est bâti le clocher, l'une permettant de relier Ratiatum et Saintes, l'autre se dirigeant vers Apremont. Le centre du carrefour était surmonté d’une statue d’Apollon. La ville comptait alors 12 000 habitants. On y voyait de beaux jardins en terrasses (actuels coteaux) et les berges des rivières étaient bordées de quais. 
Un quartier artisanal occupait le versant sud du bourg actuel. On y retrouvait des activités de boucheries, de poteries ainsi qu'une exploitation de schiste. Beaucoup de déchets ont également été recueillis (morceaux de vaisselle ou d'os d'animaux façonnés par l’homme, céramiques) ceci étant de bons indicateurs sur le mode de vie des gens ordinaires de l'époque. Un petit bout de voie romaine a aussi été découvert. À la fin du IIe siècle, l'activité cesse dans cette partie de la cité. 

Des vestiges de murs typiquement romains (petites pierres taillées et bien alignées) existaient encore en bordure du chemin creux qui menait à Chauveau, au lieu-dit la Prison. Ces vestiges de murs ont disparu après les années 1950 lors de la construction des voies d’accès aux lotissements. 

### Moyen Âge

#### Haut Moyen Âge
Vers 580, Saint Martin de Vertou fonda deux monastères à Durirum/Durivum, l'un de moines, l'autre de moniale. Il mourut à Saint-Georges vers l'an 601. Sa dépouille fut transportée à Vertou. François-Nicolas Baudot Dubuisson-Aubenay, au XVIIe siècle, mentionne l'existence de ces deux monastères dans son itinéraire de Bretagne mais rapporte que seul celui des moines est encore en activité. De celui des moniales, les habitants de Saint-Georges-de-Montaigu n'en ont pas gardé le souvenir. Le même Dubuisson-Aubenay raconte qu'il existait encore à son époque une masure (des ruines au sens archéologique) de l'ancienne église, construite à l'antique, devant l'église du prieuré.
Le pouillé de Luçon indique qu'à partir de ce moment Durivum fut le centre de diffusion du christianisme dans les environs. À cette époque, le nom de Durivum fut délaissé pour celui de Saint Georges, le plus glorieux des chevaliers chrétiens. Malheureusement aucun auteur ne donne des précisions à ce sujet.
Vers 820, les incursions vikings ravagèrent la région. La ville fut délaissée par les notables et une grande partie de sa population. C'est à cette époque que fut érigée la forteresse de Montaigu.

#### Moyen Âge classique
La zone du quartier artisanal d'époque romaine a été réemployée entre la fin du Xe et la fin du XIIe siècles afin d'accueillir un cimetière monastique. Quelques 100 sépultures ont été mises au jour. Les sépultures ont été découvertes selon une orientation précise la tête relevée et posée sur des coussins d'herbe.
Vers 1130, Saint-Georges, était passé sous la domination anglaise. Sous le règne de Richard Cœur de Lion, le château fort de Montaigu fut réparé. La population fut déplacée et une petite ville naquit qui prit le nom de Montaigu.

#### Bas Moyen Âge
En 1461, Charles, duc de Berry, frère unique du roi Louis XI, allant de Poitiers à Nantes passa par Saint-Georges de Montaigu. 

### Époque moderne

#### Renaissance
À partir de 1562, les protestants livrèrent bataille aux catholiques dans l'enceinte même de Saint-Georges. Ces derniers furent défaits et leur église qui était un prieuré de Saint-Jouin-de-Marnes en Poitou fut brûlée. Cependant, les habitants de Saint-Georges demeurèrent catholiques.
À la fin du XVIe siècle, Saint-Georges-de-Montaigu reçut le roi Henri IV venant de La Rochelle. Ce fut à Saint-Georges qu'il rassembla ses troupes pour les faire marcher contre le duc de Mercœur qui assiégeait Montaigu.

#### XVIIesiècle
Cependant Saint-Georges ne se relevait qu'avec peine des pertes que lui avait causées les guerres de Religion. Aussi ce ne fut qu'en 1684 que François Guinaudeau, curé de Saint-Georges, entreprit d'y rebâtir une église. Elle avait trois nefs des piliers carrés en pierres de taille, reliés ensemble par des arcades, le tout en granit. L'église est achevée en 1691.

### Époque contemporaine

#### Révolution française
Pendant la guerre de Vendée, 700 hommes de Saint-Georges périrent les armes à la main pour la défense du trône et de l'autel. 

#### Premier Empire
Napoléon Ier revenant d'Espagne, traversa Saint-Georges, le 8 août 1808 avec l'impératrice Joséphine.

#### XXIesiècle
Le 1er janvier 2019, la commune fusionne avec Boufféré, La Guyonnière, Montaigu et Saint-Hilaire-de-Loulay pour former la commune nouvelle de Montaigu-Vendée dont la création est actée par un arrêté préfectoral du 20 avril 2017.

## Toponymie
Les habitants de Saint-Georges-de-Montaigu sont appelés les Georgeois mais aussi les Palauds car autrefois une fois la nuit tombée les Palauds voyaient le reflet de la Lune dans l'eau de la rivière (la Maine) et ils voulaient l'attraper dans l'eau alors ils essayèrent de vider l'eau avec des pelles, d'où le nom Palauds.
Palaud vient de deux mots pal qui vient du mot pelle et auds de l'eau.

## Héraldique
| Blason | Blasonnement : D'azur au pairle d'argent, accosté à dextre d'une roue dentée d'or et à senestre d'un épi de blé feuillé du même, au pont de quatre arches aussi d'or mouvant de la pointe, surmonté d'une crosse de sable, brochant sur le pairle. |

## Politique et administration

### Liste des maires
| Période                                  | Période           | Identité           | Étiquette   | Qualité                                                    |
| ---------------------------------------- | ----------------- | ------------------ | ----------- | ---------------------------------------------------------- |
| 1951                                     | juin 1982 (décès) | Raymond Dronneau , | MRP puis CD | Exploitant agricole Vice-président du district de Montaigu |
| juillet 1982                             | juin 1995         | Michel Bonnet      |             | Vice-président du district de Montaigu                     |
| juin 1995                                | 14 mars 2008      | Joseph Bonnet      |             | Cadre commercial                                           |
| 14 mars 2008                             | 31 décembre 2018  | Éric Hervouet,     | DVD         | Fonctionnaire territorial                                  |
| Les données manquantes sont à compléter. |                   |                    |             |                                                            |

### Liste des maires délégués
| Période         | Période  | Identité      | Étiquette | Qualité                   |
| --------------- | -------- | ------------- | --------- | ------------------------- |
| 4 janvier 2019, | En cours | Éric Hervouet | DVD       | Fonctionnaire territorial |

### Jumelage
- Wahlsburg (Allemagne) depuis 2010[23]

## Démographie

### Évolution démographique
L'évolution du nombre d'habitants est connue à travers les recensements de la population effectués dans la commune depuis 1800. Pour les communes de moins de 10 000 habitants, une enquête de recensement portant sur toute la population est réalisée tous les cinq ans, les populations de référence des années intermédiaires étant quant à elles estimées par interpolation ou extrapolation. Pour la commune, le premier recensement exhaustif entrant dans le cadre du nouveau dispositif a été réalisé en 2004.

En 2016, la commune comptait 4 269 habitants, en évolution de +10,11 % par rapport à 2010 (Vendée : +5,33 %, France hors Mayotte : +2,11 %).
| 1800  | 1806  | 1821  | 1831  | 1836  | 1841  | 1846  | 1851  | 1856  |
| ----- | ----- | ----- | ----- | ----- | ----- | ----- | ----- | ----- |
| 1 442 | 1 449 | 2 110 | 2 129 | 2 170 | 2 213 | 2 279 | 2 265 | 2 302 |

| 1861  | 1866  | 1872  | 1876  | 1881  | 1886  | 1891  | 1896  | 1901  |
| ----- | ----- | ----- | ----- | ----- | ----- | ----- | ----- | ----- |
| 2 291 | 2 430 | 2 324 | 2 319 | 2 333 | 2 309 | 2 398 | 2 368 | 2 380 |

| 1906  | 1911  | 1921  | 1926  | 1931  | 1936  | 1946  | 1954  | 1962  |
| ----- | ----- | ----- | ----- | ----- | ----- | ----- | ----- | ----- |
| 2 331 | 2 301 | 1 962 | 1 885 | 1 914 | 1 854 | 1 780 | 1 785 | 1 886 |

| 1968  | 1975  | 1982  | 1990  | 1999  | 2004  | 2006  | 2009  | 2014  |
| ----- | ----- | ----- | ----- | ----- | ----- | ----- | ----- | ----- |
| 1 912 | 2 072 | 2 417 | 2 769 | 3 176 | 3 521 | 3 687 | 3 805 | 4 217 |

| 2016  | - | - | - | - | - | - | - | - |
| ----- | - | - | - | - | - | - | - | - |
| 4 269 | - | - | - | - | - | - | - | - |

### Pyramide des âges
La population de la commune est relativement jeune. Le taux de personnes d'un âge supérieur à 60 ans (13,8 %) est en effet inférieur au taux national (21,6 %) et au taux départemental (25,1 %).
À l'instar des répartitions nationale et départementale, la population féminine de la commune est supérieure à la population masculine. Le taux (50,8 %) est du même ordre de grandeur que le taux national (51,6 %).
La répartition de la population de la commune par tranches d'âge est, en 2007, la suivante :
- 49,2 % d’hommes (0 à 14 ans = 22,5 %, 15 à 29 ans = 19,4 %, 30 à 44 ans = 23,4 %, 45 à 59 ans = 22 %, plus de 60 ans = 12,7 %) ;
- 50,8 % de femmes (0 à 14 ans = 24,5 %, 15 à 29 ans = 17,9 %, 30 à 44 ans = 22,9 %, 45 à 59 ans = 19,9 %, plus de 60 ans = 15 %).

| Hommes | Classe d’âge | Femmes |
| ------ | ------------ | ------ |
| 0,1    | 90 ans ou +  | 0,3    |
| 3,4    | 75 à 89 ans  | 5,6    |
| 9,2    | 60 à 74 ans  | 9,1    |
| 22,0   | 45 à 59 ans  | 19,9   |
| 23,4   | 30 à 44 ans  | 22,9   |
| 19,4   | 15 à 29 ans  | 17,9   |
| 22,5   | 0 à 14 ans   | 24,5   |

| Hommes | Classe d’âge | Femmes |
| ------ | ------------ | ------ |
| 0,4    | 90 ans ou +  | 1,2    |
| 7,3    | 75 à 89 ans  | 10,6   |
| 14,9   | 60 à 74 ans  | 15,7   |
| 20,9   | 45 à 59 ans  | 20,2   |
| 20,4   | 30 à 44 ans  | 19,3   |
| 17,3   | 15 à 29 ans  | 15,5   |
| 18,9   | 0 à 14 ans   | 17,4   |

## Aérodrome
L'aérodrome de Montaigu - Saint-Georges a été inauguré le 28 juin 1980. Il dispose de deux pistes de 80 m et 40 m de large pour 900 m de long. Le plus gros club de France de Paramoteur, Atlantic Paramoteur, est basé sur ce terrain, ainsi que le club de vol à voile de Nantes, le Planeur Club de L'Atlantique, qui s'est déplacé sur ce terrain lors de sa création, puisque ce dernier avait pour but de délocaliser l'activité planeur de l'aéroport Nantes Atlantique.
Le terrain a accueilli en 2011 le championnat régional des Pays de la Loire de planeur, ainsi que le Tour de France ULM qui y est passé pour une nuit.

## Événements
- Super show moto cross (dernier weekend d’août)  ;
- Après-midis dansants : (2e dimanche janvier, avril, octobre, décembre et 4e dimanche mars et août).
- Apéro-Concert durant l'été -Les Estivales de la rivière-
- Fête de la Fressure (1er samedi de février) ;
- Fête de la Saint-Georges ;
- Randonnée VTT Bush Maines (en Mai)
- La fête de La SeptSix : depuis 2004, toutes les deuxièmes fins de semaines de septembre ;
- Le championnat d'Europe d'auto cross ;
- Championnats de France de vol à voile[30], organisés sur le terrain d'aviation de Saint-George en 2003, 2004, 2007, 2008, complété en 2006 et 2011 par des championnats régionaux.

## Lieux et monuments
- Maison de la Rivière et du Pêcheur - ancien moulin à eau, dit anciennement moulin de la Roche.
- Moulin de la Poitevinière, ancien moulin à eau. Sauvé de la ruine au début du XXIe siècle par une association locale de sauvegarde du patrimoine.
- Pont de Boisseau - inscrit à l'inventaire des monuments historiques - situé au confluent de la Grande Maine et Petite Maine.
- Aérodrome de Montaigu - Saint-Georges
- Usine Sodebo
- Église Saint-Georges datant du XIXe siècle, semblable à d'autres églises proches, comme celle de Belleville-sur-Vie ou Montaigu, mais ayant la particularité d'avoir un clocher inachevé coiffé d'une flèche provisoire recouverte l'ardoise
- Chapelle du village de la Roche-Pépin
- Vestiges remarquables d'un ancien château médiéval au lieu-dit de la Goyère sur un coteau dominant la Grande Maine
- Chapelle du village de la Rondaire

## Personnalités liées à la commune
- Thomas Coville : skipper du bateau Sodebo.